# سوق العروسين
سوق العروسين واحد من أسواق المدينة العتيقة بصفاقس.

## تاريخه
كان سوق العروسين بالأصل حيا سكنيا أنشأ فيه دهانو الخشب تدريجيا ورشاتهم.
كان هؤلاء الحرفيون كذلك يصنعون صناديق المجوهرات و أنواعا أخرى من أدوات الزينة التي يشتريها الأزواج أيام تحضيرات الزفاف و من هنا اشتق السوق اسمه.

## موقعه
كان هذا السوق موجودا بالجزء الشرقي من نهج مكة الحالي.